# 곽충수
곽충수(郭忠秀)는 고려 후기의 문신이다. 본관은 청주(淸州)이다.
할아버지는 공역서령(供驛署令)을 역임한 곽린(郭麟)이고, 아버지는 판도정랑(版圖正郞) 곽지태(郭之泰)이다.
1348년(충목왕 4)에 헌납(獻納)이었던 곽충수는 헌납 원송수(元松壽)와 함께 찬성사(贊成事) 정천기(鄭天起)를 탄핵하였다. 정천기가 고신(告身)이 아직 나오지도 않았는데 정방(政房)에 곧장 들어가 인물을 평가하였고, 아내를 버리고 항상 창기의 집에 있다고 하여 정천기의 관직을 박탈한 것이다.
1352년(공민왕 1)에 지평(持平)이었던 곽충수는 감찰집의(監察執義) 김규(金㺩)와 함께 조일신(趙日新)을 탄핵하였다.
1360년에 홍건적이 침입하자 왕이 복주(福州)로 피난할 때 어가를 호종한 뒤 형부시랑(刑部侍郞)이 되었다.
곽충수(郭忠秀)는 강개(慷慨)하여 의지와 기개가 있었으며, 대간(臺諫)에 올라 역임하며 명성과 공적이 있었고, 벼슬이 통헌대부(通憲大夫)에 이르렀다. 일찍이 청주(淸州)의 추동에 정자를 짓고 이름 짓기를 영모정(永慕亭)이라 하였는데, 할아버지인 곽린이 일본에 사신으로 갔다가 억류되어 돌아오지 못하자 조부를 그리워하며 붙인 것이다.